# ホッピン・ジョン
ホッピン・ジョン (英語: Hoppin' John) は、カロライナ・ピー・アンド・ライス (英語: Carolina peas and rice) とも呼ばれ、アメリカ南部で食べられている豆と米の料理である。サウスカロライナ・ローカントリーの伝統料理に由来する。新年を祝う際に食されることがある。

## 材料と食べ方
ササゲ（主に黒目豆、シーアイランドではシーアイランドレッドピー、アメリカ南東部ではアイロンアンドクレイピーズ）と米、刻んだタマネギ、薄く切ったベーコンを使い、塩で味付けをして作る 。ベーコンの代わりにハムホック、ブタの背脂、カントリーソーセージ、スモークターキーなどを使うレシピもある。また、ピーマンや酢、香辛料を使うレシピもある。黒目豆よりも小さい莢豌豆は、サウスカロライナ・ローカントリーやジョージア州の沿岸部で使われ、その他の地域では黒目豆が主流である。
アメリカ南部では、元旦にホッピン・ジョンを食べると、幸運に満ちた繁栄の年になると考えられている。ササゲなどの豆類は１セント硬貨や小銭の象徴で、鍋に硬貨を入れたり、夕食用のボウルの下に入れておいたりすることもある。この料理と一緒に出されるコラードの葉、カラシナの葉、カブラナの葉、フダンソウ、ケール、キャベツなどの葉物野菜は、アメリカのドル紙幣と似た緑色をしていることから、さらに豊かさを増す縁起の良いものだと考えられている。また、もう一つの伝統的な食べ物であるコーンブレッドも金の色をしていることから、富を表すために出されることがある。元旦の翌日に残った「ホッピン・ジョン」は「スキッピン・ジェニー」と呼ばれ、さらに倹約していることを示すとともに、新年のさらなる繁栄を願って食される。

## 語源

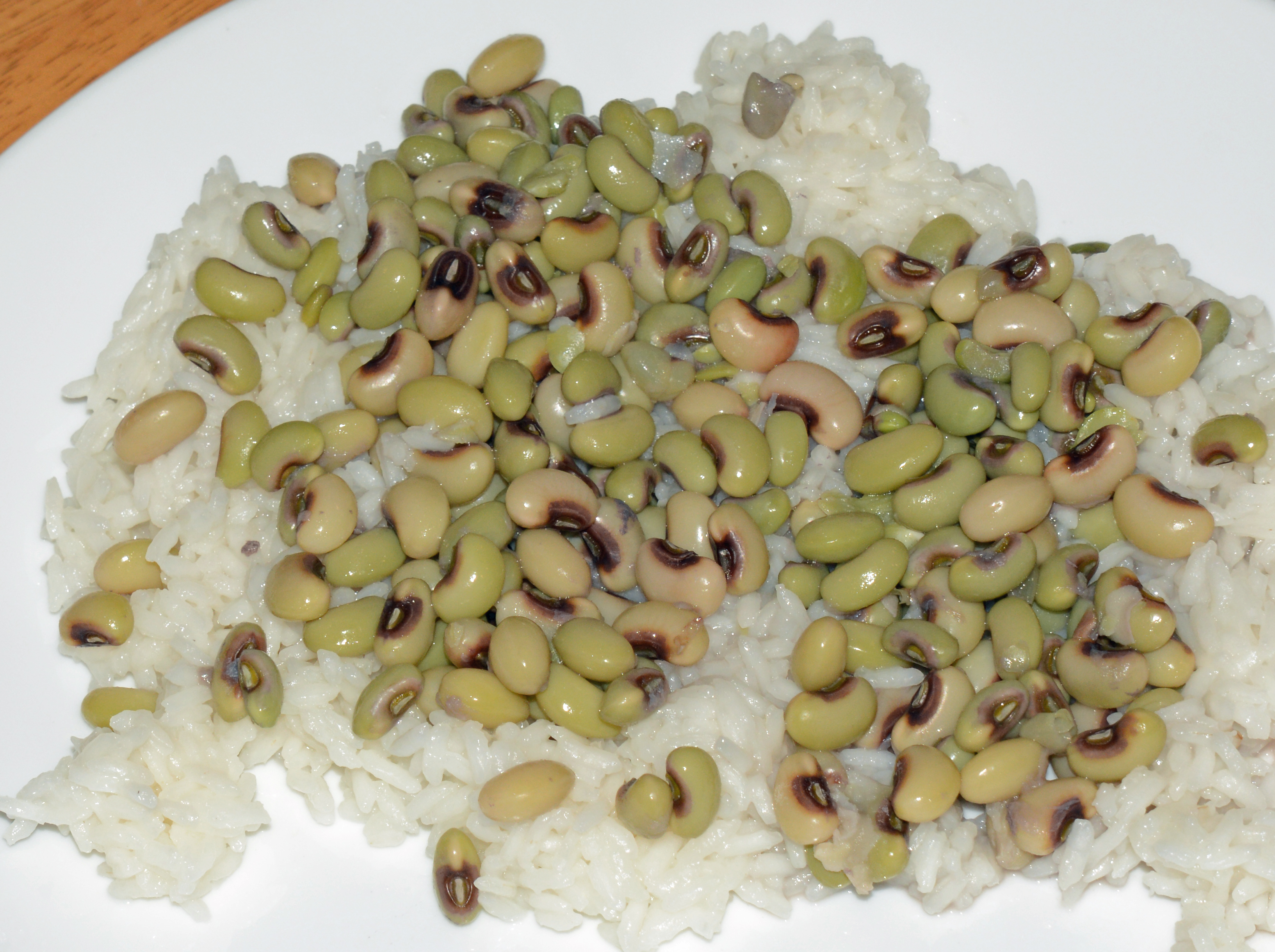
ホッピン・ジョン - 黒目豆と米

オックスフォード英語辞典の中で最初の料理への言及はフレデリック・ロー・オルムステッドが記した19世紀の旅行記『沿岸の奴隷国家への旅』(A Journey in the Seaboard Slave States、1861年)である。しかし、1847年に出版されたサラ・ラトリッジが書いた『カロライナの主婦』(The Carolina Housewife) にある「ホッピン・ジョン」のレシピも最古の文献として引用されている 。さらに古い文献は『南部の夫人の記憶』 (Recollections of a Southern Matron) があり、早ければ1838年に「ホッピン・ジョン」（注釈では「ベーコンとライス」と定義されている）について言及している 。名前の由来は不明だが、ハイチ・クレオール語で黒目豆を意味するpois pigeons　(発音: [pwapiˈʒɔ̃])、つまり英語で"pigeon peas"といわれるものを指す単語がなまったものが一つの可能性として挙げられる。

## 歴史
ホッピン・ジョンはもともと南部全体に広がる前はサウスカロライナ・ローカントリーの食べ物だった。奴隷にされてアメリカ大陸へ渡航する最中に西アフリカ人が最低限の食料としていた米と豆の混合物から発展したかもしれないと考えられている。西アフリカの類似している料理、特にセネガルの料理であるthiebou niebeにまでさかのぼることができる。
アメリカでは、新年が幸運、富、ロマンスで満ちたものになるようにするために食事の際にそれぞれの人が皿に3粒の豆を残すという伝統がある。また、一皿に盛られた豆の数を数えることで、食事が来たるべき年にもたらしてくれる運勢（または財産）の大きさを予測することができるという伝統もある。サペロ島のホッグハンモックという地域では、黒目豆の代わりにギーチーレッドピーが使われている。シーアイランドレッドピーはギーチーレッドピーに似ている。
アメリカ人シェフのショーン・ブロックは、伝統的なホッピン・ジョンは一度絶滅したと思われていたカロライナ・ゴールド・ライスとシーアイランドレッドピーを使って作られたと主張している。彼は農家と協力してこの品種の米を再導入した。2017年の時点で、いくつかの米生産者がカロライナ・ゴールド・ライスを売り出している。